# 春の空
『春の空』（はるのそら）は、植村花菜の4枚目のアルバムで初のミニ・アルバム。全7曲入り。2009年3月25日にキングレコードから発売。

## 概要
- DVD同梱。『ありがと。』・『BLESS』のMV。

## 収録曲
| 1．ありがと。          | 作詞：植村花菜／作曲：片岡大志／編曲：浦清英・片岡大志                              |
| 2．Darlin'             | 作詞・作曲：植村花菜／編曲：松岡モトキ                                              |
| 3．春にして君を想う    | 作詞：田中秀典／作曲・編曲：蔦谷好位置                                              |
| 4．一番星と三日月      | 作詞・作曲：植村花菜／編曲：鶴谷崇                                                  |
| 5．シャララ            | 作詞・作曲：植村花菜／編曲：浦清英・片岡大志                                        |
| 6．BLESS 〜Album Mix〜 | 作詞：植村花菜・toki／作曲：Michael Choi・David Whitmey・Tim Fornara／編曲:板垣祐介 |
| 7．神様につながる時    | 作詞：Janis Ian／日本語詞：森若香織／作曲：都倉俊一／編曲：松岡モトキ               |